# Myriam Hernández
Pour les articles homonymes, voir Hernández.
Miriam Raquel Hernández Navarro, le 2 mai 1965 à Ñuñoa, est une chanteuse et présentatrice de télévision chilienne. Elle est connue comme « la baladista de América » (la balladiste d'Amérique) ou « la reina del pop romántico » (la reine de la pop romantique). Hernandez a été une chanteuse à succès, a vendu 5 millions de disques, et obtenu à 32 disques d'or et 24 de platine[réf. nécessaire].

## Discographie
- 1988 : Myriam Hernández
- 1989 : Dos
- 1992 : Myriam Hernández II
- 1994 : Myriam Hernández III
- 1998 : Todo el amor
- 2000 : + y Mas
- 2004 : Huellas
- 2007 : Enamorándome
- 2011 : Seducción